# Дионисий III Константинополски
Дионисий III Константинополски (на гръцки: Διονύσιος Γ΄, Дионисиос) е православен духовник, вселенски патриарх в Цариград от 1662 до 1665 година.

## Биография
Роден е на остров Андрос с фамилията Вардалис, Пардалис или Спанос (Βαρδαλής, Παρδαλίς, Σπανός). От 1652 до 1662 година е лариски митрополит. В 1659 година завежда и Пруската (Бурсенска) епархия след обесването на митрополит Гавриил Бурсенски на 30 април 1657 г.
В 1662 година е избран за вселенски патриарх. По негова инициатива Мануил Касторианос основава през 1663 година Великата народна школа, която впоследствие е обявена за Патриаршеска академия. Включва се и в църковните спорове в Русия, причинени от промените на патриарх Никон Московски.
На 21 октомври 1665 се оттегля от патриаршеския пост и през април 1666 става управляващ Солунска епархия. През 1669 г. отива в Йерусалим, а след това се премества на Света гора. За своя сметка възстановява Великата Лавра и скита „Света Анна“, в които последователно пребивава. Там и умира и е погребан на 14 октомври 1696 г.